# Rhinanthus ponticus
Rhinanthus ponticus är en snyltrotsväxtart som först beskrevs av Jakob von Sterneck, och fick sitt nu gällande namn av I.T. Vassilczenko. Rhinanthus ponticus ingår i släktet skallror, och familjen snyltrotsväxter. Inga underarter finns listade i Catalogue of Life.